# Karangrau (Sokaraja)
Karangrau is een bestuurslaag in het regentschap Banyumas van de provincie Midden-Java, Indonesië. Karangrau telt 3637 inwoners (volkstelling 2010).